# WAKEONE
WAKEONE（韓語：주식회사 웨이크원），是一間韓國經紀公司。成立於2014年，為CJ ENM100%全資的企劃公司。

## 歷史沿革

### MMO娛樂 時期
2014年3月18日，新聞指出MMO娛樂將與Jellyfish娛樂、The Music Works等企劃公司一起成爲CJ E&M旗下Label之一。其公司名稱MMO的含義來自Mnet的口號"Music Makes ONE"，引進洪大光與孫浩英的MMO將成長爲以男歌手爲中心的企劃公司。
2015年9月18日，媒體報導CJ E&M與B2M娛樂簽訂事業合作協議，將進行戰略性合作。B2M代表吉鐘華將會參與管理CJ E&M所屬的SG Wannabe和Davichi，CJ E&M將負責B2M娛樂旗下所屬藝人SPICA、Eric Nam的宣傳和行銷。同年12月24日CJ E&M陸續與原B2M所屬藝人簽訂專屬合約 ，原B2M所屬練習生則轉移至CJ E&M旗下的MMO娛樂。
2018年，MMO娛樂陸續成立FRON+DESK、Lime Music Entertainment等子公司來管理所屬的藝人。2018年9月21日CJ ENM宣布成立Off The Record Entertainment以負責fromis_9與IZ*ONE的經紀管理。
2020年3月24日公司更名為ONEFECT娛樂(韓語：원펙트엔터테인먼트)。

### WAKEONE 時期

#### 2021年
5月，CJ ENM將Stone Music Entertainment、ONEFECT娛樂、Off The Record、Studio Blu等旗下label整合至WAKEONE(韓語：주식회사 웨이크원)，原Stone Music Entertainment旗下藝人將轉移至WAKEONE。
10月7日，IZ*ONE出身曺柔理以首張單曲專輯「GLASSY」正式SOLO出道。
10月22日，宣佈與SWING娛樂共同管理《Girls Planet 999》出道組合Kep1er。2022年1月3日，Kep1er公開首張迷你專輯《FIRST IMPACT》出道。

#### 2022年
4月30日，宣佈與TO1成員致勳解除專屬合約。
10月26日，與2AM成員林瑟雍簽訂專屬合約。

#### 2023年
1月3日，宣佈與前TO1成員旻秀解除專屬合約。
1月5日，與《Street Man Fighter》出身舞團MBITIOUS簽署專屬合約。
4月20日，宣佈將管理《BOYS PLANET》出道組合ZEROBASEONE。7月10日，ZEROBASEONE發行首張迷你專輯《YOUTH IN THE SHADE》正式出道。
5月25日，開設旗下練習生SNS帳號WAKEONE Trainee。
6月22日，宣佈與前TO1成員車雄基解除專屬合約。
7月10日，Mnet表示與WAKEONE合作推出選秀節目《I-LAND2》，將於2024年上半年播出。
9月6日，宣佈與前TO1成員吴性珉解除專屬合約。
9月20日，宣佈將負責此前由SWING娛樂管理的金在煥的所有演藝活動。
9月22日，TO1成員西島蓮汰宣佈退出團體，同時與公司解除專屬合約。
12月17日，宣佈將在12月31日與TO1終止專屬合約，團體正式宣告解散。

#### 2024年
1月31日，公司官網刪除MBITIOUS的藝人資料，同時Mnet Plus Chat服务正式终止。
3月27日，宣佈與Davichi的專屬合約到期不續約。正式離開WAKEONE。
4月3日，母公司CJ ENM以11億韓元收購了SWING娛樂代表理事（趙佑明）和創辦人（申東吉）所持有的SWING娛樂剩餘49%的股份，並宣佈同年6月1日，SWING娛樂將併入CJ ENM旗下的WAKEONE。 
5月30日，WAKEONE、SWING娛樂發表聲明，除了隸屬143娛樂的坂本舞白和姜睿序外，與其餘Kep1er成員皆已完成續約，成為第一個續約成功的限定團體，而未續約的兩人將在合約到期後回到143娛樂，但還是會參與于7月13-15日在日本舉行的演唱會《Kep1er JAPAN CONCERT 2024 <Kep1going>》。
7月15日，Kep1er以九人體制完成在日本舉行的演唱會《Kep1er JAPAN CONCERT 2024 <Kep1going>》活動後，往後Kep1er將由崔有眞、沈小婷、金采炫、金多娟、江崎光、休寧巴伊葉、徐永恩七人體制形式繼續活動。
9月30日，宣佈與KLAP娛樂簽訂管理合約，與KLAP娛樂合作，將由KLAP娛樂負責管理Kep1er的宣傳活動。
11月25日，旗下女團izna發行首張迷你專輯《N/a》正式出道。

#### 2025年
6月4日，宣佈與Kim Feel簽訂專屬合約，Kim Feel曾在2016年5月與CJ E&M音樂事業部門簽訂專屬合約後合作至2020年9月，時隔約五年再次與CJ ENM旗下音樂廠牌WAKEONE簽訂專屬合約。

## 旗下藝人

### 個人歌手
| 出道日期      | 歌手     | 性別 | 所屬組合 | 粉絲名稱     | 應援顏色                                 |
| ------------- | -------- | ---- | -------- | ------------ | ---------------------------------------- |
| 2008年7月11日 | 林瑟雍   | 男   | 2AM      | I AM         | 銀灰色                                   |
| 2011年8月     | Kim Feel | 男   | 不適用   | Feel So Good | 未公佈                                   |
| 2013年4月22日 | Roy Kim  | 男   | 不適用   | ROYROSE      | 未公佈                                   |
| 2018年2月21日 | 夏賢尚   | 男   | 不適用   | PAN          | 未公佈                                   |
| 2019年5月20日 | 金在煥   | 男   | 不適用   | WIN:D        | PANTONE 7702C PANTONE 7464C PANTONE 270C |
| 2021年10月7日 | 曹柔理   | 女   | 不適用   | GLASSY       | 未公佈                                   |

### 團體
- 粗斜體字為隊長

| 出道日期       | 出道日期      | 團體名稱    | 性別 | 成員                                                                   | 粉絲名稱 | 應援顏色       |
|                | 日本          | 團體名稱    | 性別 | 成員                                                                   | 粉絲名稱 | 應援顏色       |
| -------------- | ------------- | ----------- | ---- | ---------------------------------------------------------------------- | -------- | -------------- |
| 2022年1月3日   | 2022年9月7日  | Kep1er      | 女   | 崔有眞 · 沈小婷 · 金采炫 · 金多娟 江崎光 · 休寧巴伊葉 · 徐永恩         | Kep1ian  | Lavender White |
| 2023年7月10日  | 2024年3月20日 | ZEROBASEONE | 男   | 金地雄 · 章昊 · 成韓彬 · SEOK MATTHEW · 金太來 RICKY · 金奎彬 · 韓維辰 | ZEROSE   | 未公佈         |
| 2024年11月25日 | 未出道        | izna        | 女   | MAI · 方智玟 · 尹智允 · KOKO 柳思朗 · 崔庭銀 · 鄭世菲                  | naya     | 未公佈         |

### 簽約藝人
- 金采炫（Kep1er）
- 金泰來（ZEROBASEONE）
- 朴瀚彬（EVNNE）
- 李政縣（EVNNE）
- 文淨泫（EVNNE）
- 朴祉厚（EVNNE）

### 練習生
《Girls Planet 999》練習生
- 徐志珉  (前Cube娛樂練習生）

《I-LAND 2：N/α》練習生
| - KANG JIWON（前BELIFT LAB練習生） - KIM GYURI - KIM MINSOL（曾為放學後的心動參賽者） - KIM SUJUNG（曾為 Street dance girl Fighter 2 參賽者） - KIM EUNCHAE - KIM CHAEEUN - 田端那菜（曾為PRODUCE 101 JAPAN THE GIRLS參賽者） - NAM YUJU（前EVERMORE公開練習生，曾為CAP-TEEN、青春明星的參賽者） - LINGLING | - PARK YEEUN - SON JUWON - UM JIWON（前SOURCE MUSIC練習生） - OH YUNA - 濱上侑衣 - 平田結子 - CHOI SOUL - 林楓子（曾為Girls Planet 999參賽者） |

## 已離開藝人

### 團體
- SPICA
- SG Wannabe
- IN2IT（合約於2020年1月31日終止）
- IZ*ONE[註 9]（期間限定團體，於2021年4月29日解散）
- fromis_9[註 10]（轉移至PLEDIS娛樂）
- TO1[註 11][註 12]（合約於2023年12月31日終止）
- MBITIOUS（合約於2024年1月31日終止）
- Davichi （合約於2024年3月27日終止）

### 藝人
- 洪大光
- 朴寶藍（2018年10月轉至Huayibrothers娛樂）
- Eric Nam
- 陳成鎬（前IN2IT成員）
- 金珍燮（前IN2IT成員）
- 金成賢（以練習生身份參演《PRODUCE X 101》，前IN2IT成員）
- 林昭瑛（The Entertainment Pascal、Stellar）
- 尹智聖（以練習生身份參演《PRODUCE 101 第二季》，前Wanna One成員，2019年2月轉至LM娛樂）
- 姜丹尼爾（以練習生身份參演《PRODUCE 101 第二季》，前Wanna One成員，2019年2月轉至LM娛樂）
- 孫昊永 （2019年10月轉至SWING娛樂）
- 磪致勳（前TO1成員）
- 金旻秀（前TO1成員）
- Song Soowoo
- 車雄基（前TO1成員、BOYS PLANET）
- 吳性珉（前TO1成員、BOYS PLANET )
- 西島蓮汰 （前TO1成員)

### 男練習生
- 金宰漢（以練習生身份參演《PRODUCE 101 第二季》，2018年3月轉至WYNN娛樂、前SPECTRUM成員、OMEGA X成員）
- (以練習生身份參演《PRODUCE 101 第二季》，2018年6月轉至Finecut娛樂)
- 崔泰熊（以練習生身份參演《PRODUCE 101 第二季》、2018年9月轉至Chrome娛樂、BZ Boys成員）
- 裵時晙（JWiiver成員）
- 朴暋碩（BOYS PLANET）
- MIN（Under Nineteen、BOYS PLANET）
- ANTHONNY（PRODUCE 101 JAPAN 第二季、BOYS PLANET、TOZ成員）
- HARUTO（LOUD、BOYS PLANET、TOZ成員）

### 女練習生
- 林昭瑛（前Stellar成員）
- 元書妍（以練習生身份參演《PRODUCE 48》）
- 趙廈珢（以練習生身份參演《Girls Planet 999》）

## 公司前身

### FRON+DESK
- 韓語：프론트데스크
- 2018年1月1日成立[34]。

### Lime Music Entertainment
- 韓語：라임뮤직엔터테인먼트
- 2018年4月16日成立。

### Studio Blu
- 韓語：스튜디오블루

### Off The Record Entertainment
- 韓語：오프더레코드 엔터테인먼트
- 2018年9月17日成立，Off The Record 有著「今後將嘗試前所未有的新事物」的意思[7]。